# اکالگار، هند
اکالگار، هند (به انگلیسی: Akalgarh, India) یک منطقهٔ مسکونی در هند است که در پنجاب (هند) واقع شده‌است.

## خصوصیات
اکالگار ۶٬۶۰۰ نفر جمعیت دارد و ۲۱۴ متر بالاتر از سطح دریا واقع شده‌است.